# Brahim Metiba
Brahim Metiba, né à Skikda le 4 juin 1977, est un écrivain algérien. Il vit et travaille à Paris.

## Biographie
Après des études d'informatique, Brahim Metiba quitte l'Algérie à l’âge de 23 ans pour s'installer en France. Issu d'une famille modeste, il commence à écrire à l'âge de 25 ans et est publié à l'âge de 37 ans. Ses textes se nourrissent d'une matière autobiographique. Il est néanmoins plus juste de parler d'autofiction.

## Prix et distinctions
Brahim Metiba reçoit le prix littéraire Beur FM Méditerranée en partenariat avec TV5 Monde 2016,.
Ma mère et moi a été sélectionné pour la Seine Saint Denis au Prix littéraire des lycéens et apprentis d'Ile-de-France 2016 parmi les 5 titres retenus pour le département (40 titres pour toute la région d'Ile-de-France).
L'écrivain figure parmi les 8 finalistes du Prix Hors Concours 2016 sur 50 auteurs retenus.

## Accueil du public et de la critique
Ma mère et moi est largement salué par la critique.
Philippe-Jean Catinchi, dans Le Monde des livres, parle d'un texte « nu, bref, splendide de force émotive » au sujet de Ma mère et moi.
« Si, tombant dans une librairie sur Ma mère et moi de Brahim Metiba, vous passez votre chemin sous prétexte que, pensez-vous, après Marcel Proust, Fernando Pessoa quand il se fait Bernardo Soares, Georges Bataille ou même Hervé Bazin, quiconque cherche à écrire sur les liens entre une mère et un fils s'expose, dans le meilleur des cas, au ridicule, vous avez tout à fait tort. » Sarah Chiche - Le Magazine Littéraire.

## Thèmes
Les notions de différence, d'incommunicabilité et de vivre-ensemble, sont au centre des réflexions de Brahim Metiba. Dans ses textes, il est question de milieu familial, de rapport au pays d'origine, de sexualité, de rapport à Dieu. La question centrale de son écriture serait : comment se construire, comment se faire une place, en l'absence du père, en la présence d'une mère silencieuse, en présence d'un frère vu comme celui qui réussit ?

## Esthétique
La musique a une place importante dans l'esthétique de Brahim Metiba. Il indique que c'est la seule réponse qu'il a trouvée à la question : comment réunir ceux qui s'opposent ?
Dans Ma mère et moi, « Vienne est un coin du Paradis » d'Asmahan, est utilisé comme leitmotiv.
Son troisième roman, La Voix de Papageno, est une réécriture libre de La Flûte enchantée.

## Œuvres
- Ma mère et moi[9], éditions du Mauconduit, 2015
- Méridiennes, poèmes d'Arnaud Delcorte et photographies de Brahim Metiba, MEO, 2015
- Je n'ai pas eu le temps de bavarder avec toi, éditions du Mauconduit[10], 2015
- La Voix de Papageno[11], éditions du Mauconduit, 2017
- Tu reviendras[12], elyzad, 2019

## Entretiens
- "Écrire sa vie, vérité et fiction" : avec Philippe Lejeune, rencontre littéraire du 9 juillet 2016 aux Petites Dalles[13]
- Un pays, un auteur : en Algérie avec Brahim Metiba - LITTÉRATURE SANS FRONTIÈRES
- Brahim Metiba, auto-fiction entre France et Algérie - EN SOL MAJEUR